# 上希尔伯斯海姆
上希尔伯斯海姆是德国莱茵兰-普法尔茨州的一个市镇。总面积7.38平方公里，总人口1026人，其中男性516人，女性510人（2011年12月31日），人口密度139人/平方公里。